# كتيبة الدبابات القتالية 63
كتيبة الدبابات القتالية63 (63 BCC) هي وحدة تابعة للجيش الفرنسي. أنشئت عام 1929 في المستعمرات الفرنسية في بلاد الشام (سوريا ولبنان)، وانحلت في ديسمبر 1940.

## تاريخ
انشات كتيبة الدبابات القتالية 63 في 5 مايو 1929 من الكتيبة الثانية، فوج الدبابات القتالية521. التي كان لديها سرية في بيروت، في مقرها الرئيسي وحديقة الورشة، وسرية آخرا في دمشق. وتأسست السرية الثالثة عام 1930 في حلب. كانت الكتيبة مجهزة في الأصل بدبابات رينو إف تي-17. استلمت دبابات رينو آر-35 في أبريل 1939 والتي قامت بتجهيز سرية. تحولت السريتان الأخريان إلى رينو آر-35 في فبراير 1940.
اعيد تجميع كتيبة BCC 63 في بيروت في مايو 1940 للدفاع عن الساحل اللبناني. وظلت موالية لنظام جيش الجديد لجيش الهدنة في يونيو 1940. وفي أكتوبر عززت الكتيبة بعناصر من الفرقة 68 BBC التي حلت، وشكلت السرية الرابعة في دمشق. انحلت كتيبة BCC الثالثة والستين في 10 ديسمبر 1940 وعزز بها فوجي الصيادين الأفريقيين السادس والسابع.

## شارات
شارة السرية الأولى صنعت سنة 1937 بطلاء فضي قديم، يظهر عليها دبابة FT تحمل الرقم 70 201، أمام شجرة أرز لبنانية، كلها منقوشة على شكل هلال.
كان لدى السرية الثانية ثلاثة تصميمات لشارات، تتميز جميعها بدبابة FT والمسجد الأموي والهلال. في النسخة الأولى (قبل عام 1938)، مكتوبة بهلال أبيض، الدبابة باللون الأزرق ومظللة خلف شعار فوق المسجد. وفي النسخة الثانية (مارس 1938) الدبابة باللون الأبيض وتمر أمام المسجد. تحمل الدبابة من الجانب الجانبي الرقم 70 201 والهلال الأخضر الذي يحيط بالشارة يحمل نقشي الغوطة والسويداء، موقع معركتين للسرية الخامسة من كتيبة قيادة العمليات، ورثتها السرية الثانية. وتحت الدبابة شعار « دائما مستعد » وفي النسخة الثالثة (سبتمبر 1938م)، تظهر الدبابة، التي لا تزال أمام المسجد، من ثلاثة أرباع المقدمة. الشعار الآن « دائما مستعد ».
تتميز شارة السرية الثالثة بشروق الشمس وقلعة حلب بخوذة بيضاء. الرقم 3 مكتوب بالأرقام الغربية والأرقام العربية.
شارة الكتيبة، التي أُنتجت في نيسان/أبريل 1939، تجمع بين أرز لبنان ومسجد دمشق والقلعة، وتضاف إليها سمات سلاح الدبابات القتالية. : السمندل والدفة على المدافع المتقاطعة.